# Hieracium siluriense
Hieracium siluriense là một loài thực vật có hoa trong họ Cúc. Loài này được (F.Hanb.) P.D.Sell mô tả khoa học đầu tiên năm 2006.